# МСХА-Полигран
МСХА-Полигран — российский футзальный клуб из Москвы, основан в 1992 году. Помимо футзальных первенств также принимал участие в чемпионате России по мини-футболу в сезоне 2002/03 и занял там 14 место.
Прежние названия клуба: «Полигран» (1992—2003), «Полигран-Внуково».

## Достижения
В футзале
- Чемпионат России
  - пятикратный чемпион: 1993, 1995, 1998, 2002, 2003
  - четырёхкратный серебряный призёр: 1996, 1997, 1999, 2000
  - бронзовый призёр: 2004
- Пятикратный обладатель Кубка России: 1992, 1993, 1994, 2000, 2001
- Трёхкратный Обладатель Кубка Западной Конфедерации 1997, 1998, 1999 гг.
- Обладатель 1-го международного Кубка Федерации Футзала России: 1997
- Обладатель Суперкубка России: 1999
- Трёхкратный обладатель Кубка УЕФС (Кубок Обладателей кубков): 1995, 2000,2003
- Кубок Европейских чемпионов по футзалу
  - Серебряный призёр: 1996 г. (Чехия)
  - Бронзовый призёр: 1994 г. (Испания)
- Бронзовый призёр Чемпионата мира среди клубных команд: 1999 (Колумбия)

## Выступления в чемпионатах России по мини-футболу
Это результаты выступлений клуба в Чемпионате России по мини-футболу. Не путать с выступлениями клуба в Чемпионате России по футзалу.
| Сезон   | Лига             | Занятое Место |
| ------- | ---------------- | ------------- |
| 2000/01 | Первая Лига (II) | 8             |
| 2001/02 | Первая Лига (II) | 4             |
| 2002/03 | Высшая Лига (I)  | 14            |